# Байтерецький сільський округ (Шиєлійський район)
Байтере́цький сільський округ (каз. Бәйтерек ауылдық округі, рос. Байтерекский сельский округ) — адміністративна одиниця у складі Шиєлійського району Кизилординської області Казахстану. Адміністративний центр — село Бідайколь.
Населення — 4207 осіб (2021; 3130 у 2009, 2947 у 1999, 2877 у 1989).
Станом на 1989 рік існувала Гігантська сільська рада (село Гігант, селище Роз'їзд 22). До 2020 року сільський округ називався Гігантським. 2024 року ліквідовано село Актам.

## Склад
До складу округу входять такі населені пункти:
| Населений пункт              | Колишні назви | Населення, осіб (1989) | Населення, осіб (1999) | Населення, осіб (2009) | Населення, осіб (2021) |
| ---------------------------- | ------------- | ---------------------- | ---------------------- | ---------------------- | ---------------------- |
| Актам, село                  | -             | -                      | 145                    | 88                     | 29                     |
| Бідайколь, село              | Гігант        | 1646                   | 2616                   | 2901                   | 4077                   |
| Роз'їзд 22, станційне селище | -             | 1231                   | 186                    | 141                    | 101                    |